# Larinia bivittata
Larinia bivittata là một loài nhện trong họ Araneidae.
Loài này thuộc chi Larinia. Larinia bivittata được Eugen von Keyserling miêu tả năm 1885.